# Phlogophora clava
Phlogophora clava är en fjärilsart som beskrevs av Alfred Ernest Wileman 1912. Phlogophora clava ingår i släktet Phlogophora och familjen nattflyn. Inga underarter finns listade i Catalogue of Life.